# Aleš Bucik
Aleš Bucik, slovenski politik, * 12. avgust 1956.
Leta 2006 je bil izvoljen za župana Občine Renče - Vogrsko.